# HAPPY AND HAPPY
「HAPPY AND HAPPY」は、トミタ栞の3枚目のシングル。2014年7月2日に、エピックレコードジャパンより発売された。
販売形態は通常盤・初回生産限定盤の2種。初回生産限定盤には表題曲のMVとメイキングを収録したDVDが同梱されている。
2014年4月19日にラゾーナ川崎にて行われた2ndシングル「きらきら」発売記念イベントでリリースが発表された。「HAPPY AND HAPPY」の作詞作曲は大塚愛(aio)が務めた。

## シングル収録内容
| #         | タイトル                          | 作詞      | 作曲      | 編曲        | 時間  |
| --------- | --------------------------------- | --------- | --------- | ----------- | ----- |
| 1.        | 「HAPPY AND HAPPY」               | aio       | aio       | aio、Ikoman | 3:43  |
| 2.        | 「みなとみらい」                  | トミタ栞  | 若田部誠  | 秋月航      | 5:03  |
| 3.        | 「HAPPY AND HAPPY」(Instrumental) |           | aio       | aio、Ikoman | 3:43  |
| 4.        | 「みなとみらい」(Instrumental)    |           | 若田部誠  | 秋月航      | 4:59  |
| 合計時間: | 合計時間:                         | 合計時間: | 合計時間: | 合計時間:   | 17:28 |

| #  | タイトル                                | 作詞 | 作曲・編曲 |
| -- | --------------------------------------- | ---- | ---------- |
| 1. | 「HAPPY AND HAPPY」(ミュージックビデオ) |      |            |
| 2. | 「HAPPY AND HAPPY」(メイキング映像)     |      |            |

## メディアでの使用
HAPPY AND HAPPY
日本テレビ系『ミュージックドラゴン』 7月エンディングテーマ
tvk『音楽缶』7月度オープニングテーマ
STVテレビ『熱烈!ホットサンド』6・7月度エンディングテーマ
みなとみらい
横浜DeNAベイスターズ『DREAM STADIUM 2014』テーマソング